# Salim Ali

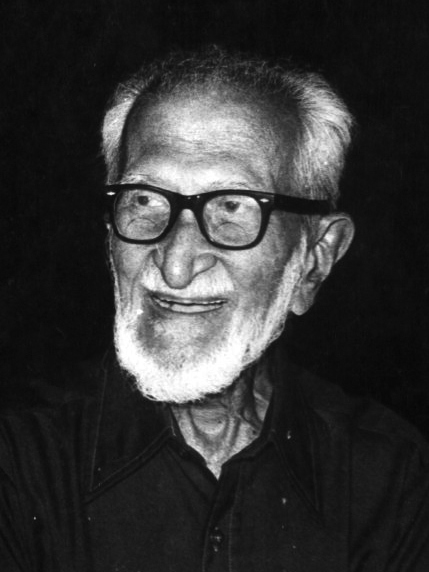
Salim Ali

Salim Moizuddin Abdul Ali (* 12. November 1896 in Bombay; † 20. Juni 1987 ebenda) war ein indischer Ornithologe und Naturforscher. Er wurde manchmal als Birdman of India bezeichnet und führte als erster indischer Wissenschaftler landesweite systematische Vogelbeobachtungsstudien durch, worüber er mehrere Bücher schrieb. 

## Leben

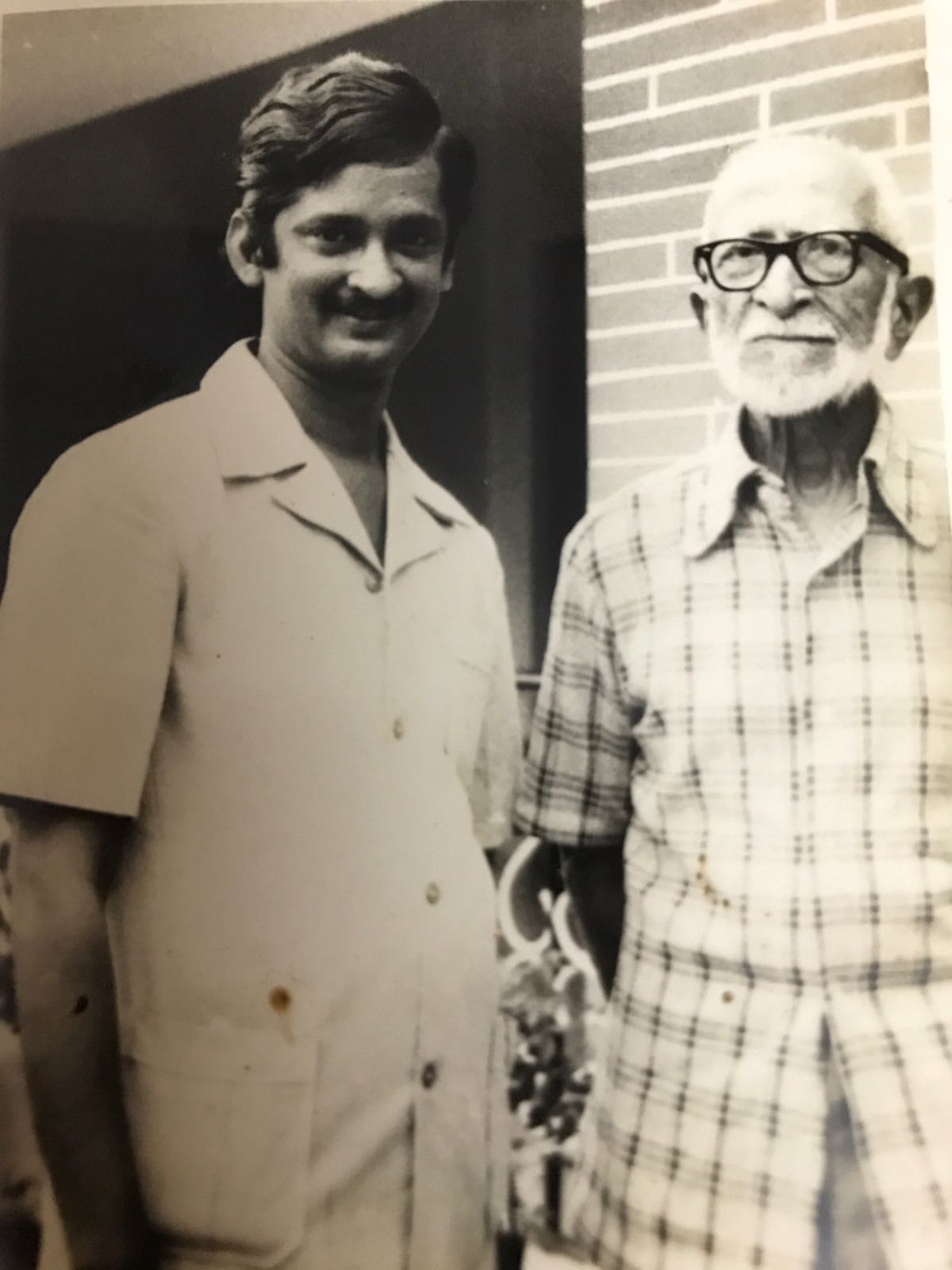
Ali mit Krishna Raju, 1975

Ali war Anhänger der Sulaimani Bohras, der ismailitischen Religionsgemeinschaft in Bombay. Er war das neunte und jüngste Kind von Moizuddin und Zeenat-un-nissa Ali. Sein Vater starb, als er ein Jahr alt war, und seine Mutter, als er drei Jahre alt war. Zusammen mit seinen Geschwistern wurde Ali von seinem Onkel mütterlicherseits, Amiruddin Tyabji, und seiner kinderlosen Tante Hamida Begum in einem bürgerlichen Haushalt in Khetwadi, Bombay, aufgezogen. Alis frühes Interesse galt Büchern über die Jagd in Indien, und er interessierte sich, ermutigt durch seinen Ziehvater Amiruddin, am meisten für das Sportschießen. In der Nachbarschaft, in der er aufwuchs, fanden oft Schießwettbewerbe statt, und zu seinen Spielkameraden gehörte Iskander Mirza, ein entfernter Cousin, der ein besonders guter Schütze war und später der erste Präsident Pakistans wurde. Die Erlegung eines ungewöhnlichen farbigen Sperlings brachte Ali in Kontakt mit der Bombay Natural History Society. Er machte die Bekanntschaft mit W. S. Millard, der Ali in das ernsthafte Studium der Ornithologie einführte. Der Sperling wurde von Millard als Gelbkehlsperling identifiziert. 
Ali besuchte gemeinsam mit zwei seiner Schwestern die Volksschule an der Zenana Bible and Medical Mission Girls High School in Girgaum und später das St. Xavier’s College in Bombay. Etwa im Alter von 13 Jahren litt er unter chronischen Kopfschmerzen, die eine Teilnahme am Unterricht verhinderten. Er wurde nach Sind zu seinem Onkel geschickt, der der Ansicht war, dass ihm die trockene Luft helfen könnte, sich auszukurieren. Durch diese Ausfallzeiten schaffte er die Aufnahmeprüfung an der Universität Bombay nicht.
Ali erhielt seine frühe Ausbildung am St. Xavier’s College in Bombay. Nach einem schwierigen ersten Jahr am College brach er das Studium ab und ging nach Tavoy, Tenasserim, Burma, um dort im Wolfram-Bergbau der Familie zu arbeiten. 
Die Wälder in der Umgebung dieses Gebietes boten Ali die Gelegenheit, seine Fähigkeiten als Naturforscher (und Jäger) zu verfeinern. Nach seiner Rückkehr nach Indien im Jahr 1917 beschloss er, seine formalen Studien fortzusetzen. Er studierte zunächst Handelsrecht und Buchhaltung am Davar’s College of Commerce. Nach einem Treffen mit Pater Ethelbert Blatter (1877–1934), Leiter der ornithologischen Abteilung am St. Xavier’s College, entschied er sich für ein Zoologiestudium, wo er 1918 den Bachelor of Science erwarb. Im Dezember 1918 heiratete er Tehmina Latif, eine entfernte Verwandte, die 1939 an einem medizinischen Eingriff starb.
Nach dem Studium bewarb sich Ali um eine Ornithologenstelle beim Zoological Survey of India, die er jedoch mangels eines Doktortitels nicht bekam. 1926 wurde er als leitender Dozent an der neu eröffneten naturkundlichen Abteilung des Prince of Wales Museum in Bombay eingestellt. 1928 nahm er Urlaub und ging nach Deutschland, wo er unter der Leitung von Erwin Stresemann am Berliner Naturhistorischen Museum arbeitete.
In Berlin lernte Ali viele der bedeutendsten deutschen Ornithologen der damaligen Zeit kennen, darunter Bernhard Rensch, Oskar Heinroth, Rudolf Drost und Ernst Mayr. Dort traf er auch andere Inder, darunter den Nationalisten Chempakaraman Pillai. Ali sammelte auch Erfahrungen in der Vogelberingung an der Vogelwarte Helgoland.
Nach seiner Rückkehr im Jahr 1930 fand Ali keine Arbeit. Er zog mit seiner Frau nach Kihim, einem Dorf in der Nähe von Bombay, wo er das Nest- und Paarungsverhalten des Bajawebers (Ploceus philippinus) studierte und dokumentierte, inwieweit diese Vögel polygam waren. Gefördert von Herrschern verschiedener Fürstenstaaten konnte er Vögel in der Nähe von Kotagiri, Hyderabad, Cochin, Travancore, Gwalior, Indore und Bhopal studieren.
Während dieser Studie arbeitete er mit Hugh Whistler (1889–1943) zusammen, mit dem er in Kontakt kam, weil Ali einen Fehler in Whistlers Beschreibung eines Graubrustdrongos (Dicrurus caerulescens) gefunden hatte. Durch Whistler lernte Ali Richard Meinertzhagen kennen, mit dem er eine Expedition nach Afghanistan unternahm. Obwohl Meinertzhagen sehr kritische Ansichten über ihn hatte, wurden sie gute Freunde. 
Im Laufe seiner späteren Reisen entdeckte Ali den Großschnabelweber in den Regionen Kumaon und Terai wieder, war aber bei seiner Expedition zur Suche nach der Himalayawachtel (Ophrysia superciliosa) erfolglos. 
Ali interessierte sich nicht so sehr für die Details der Vogelsystematik und -taxonomie, sondern studierte Vögel grundsätzlich im Feld.
Nach 1947 wurde Ali zu einer Schlüsselfigur hinter der Bombay Natural History Society und nutzte seinen persönlichen Einfluss, um die Unterstützung der Regierung für die Organisation zu gewinnen, das Bharatpur Bird Sanctuary (Keoladeo-Nationalpark) zu schaffen und die Zerstörung des heutigen Silent-Valley-Nationalparks zu verhindern. Er wurde 1958 mit dem Padma Bhushan und 1976 mit dem Padma Vibhushan, den dritt- bzw. zweithöchsten Zivilorden Indiens, geehrt.
In Zusammenarbeit mit Sidney Dillon Ripley schrieb er das zehnbändige Werk Handbook of the Birds of India and Pakistan, dessen zweite Auflage nach seinem Tod fertiggestellt wurde.

## Dedikationsnamen
Neben mehreren Unterarten sind die Walderddrossel (Zoothera salimalii) und der Hochlandsegler (Apus salimalii) nach Ali benannt.

## Mitgliedschaften
Salim Ali war seit 1958 gewählter Fellow des National Institute of Sciences of India (NISI), die 1970 in Indian National Science Academy (INSA) umbenannt wurde. Zum Anlass seines Todes wurde er von der Wissenschaftsakademie mit einem Nachruf geehrt.